# Armando López-Torres
Pedro Armando López-Torres Malpartida (ur. 22 lutego 1928 w Limie, zm. 25 lutego 2001 tamże) – peruwiański strzelec, olimpijczyk. 
Brał udział w igrzyskach olimpijskich w latach 1956 (Melbourne) i 1964 (Tokio). Na obu igrzyskach, startował w jednej konkurencji, w której zajmował odpowiednio: 26. i 43. miejsce.

## Wyniki olimpijskie
| Igrzyska | Konkurencja                   | Wynik                 | Miejsce    | Źródło |
| -------- | ----------------------------- | --------------------- | ---------- | ------ |
| IO 1956  | Pistolet szybkostrzelny, 25 m | 540 punktów (263-277) | 26 (na 35) | [ 2 ]  |
| IO 1964  | Pistolet szybkostrzelny, 25 m | 553 punkty (273-280)  | 43 (na 53) | [ 3 ]  |